# هنري جورج فارمر
هنري جورج فارمر (1882 - 1965 م)  هو مستشرق وباحث في مجال الموسيقى وقائد أوركسترا، بريطاني.
من آثاره «الموسيقى العربية وآلاتها»، و«التأثير العربي على النظرية الموسيقية» و«تاريخ الموسيقى العربية حتى القرن الثالث عشر» نقلها إلى العربية جرجس فتح الله.
من أبرز تلاميذه في المنطقة العربية المؤرخة الموسيقية سمحة الخولي، عميدة معهد الكونسرفتوار المصري السابقة.[بحاجة لمصدر]